# Chicago IX - Chicago's Greatest Hits
Chicago IX: Chicago's Greatest Hits es el primer álbum de grandes éxitos, y el noveno álbum en general, de la banda de rock estadounidense Chicago y fue lanzado en 1975 por Columbia Records en versiones estéreo y cuadrafónica.
Incluyendo todos los éxitos más grandes de Chicago hasta la fecha, este recopilatorio abarca el periodo inicial de la banda con el álbum The Chicago Transit Authority hasta Chicago VII de 1974. Chicago VIII y sus éxitos, que solo aparecieron unos meses antes, se consideraron demasiado recientes para la antología, mientras que el material de Chicago III se pasó por alto debido a la falta de sencillos exitosos en el disco.

## Lista de canciones

### Lado A
1. "25 or 6 to 4" (Robert Lamm) – 4:51
2. "Does Anybody Really Know What Time It Is?" (Lamm) – 3:20
3. "Colour My World" (James Pankow) – 2:59
4. "Just You 'n' Me" (Pankow) – 3:42
5. "Saturday in the Park" (Lamm) – 3:54
6. "Feelin' Stronger Every Day" (Peter Cetera/Pankow) – 4:14

### Lado B
1. "Make Me Smile" (Pankow) – 2:59
2. "Wishing You Were Here" (Cetera) – 4:34
3. "Call on Me" (Lee Loughnane) – 4:02
4. "(I've Been) Searchin' So Long" (Pankow) – 4:29
5. "Beginnings" (Lamm) – 7:51